# Бондаревська Ольга Дмитрівна
О́льга Дми́трівна Бондаре́вська (нар. 10 лютого 1936, с. Корсунівка Сенчанського району Полтавської області — 21 квітня 2022, м. Полтава) — український педагог, науковець, організатор навчально-виховного процесу з підготовки учительських кадрів, кандидат філологічних наук, доцент, декан філологічного факультету (1975—1996) Полтавського державного педагогічного інституту.

## Життєпис
Народилася в с. Корсунівка Сенчанського (пізніше Лохвицького, тепер Миргородського) району на Полтавщині (тоді — Харківська обл.)
Батько — Дмитро Григорович Пономаренко (1906—1939), учитель, директор Корсунівської семирічної школи, мати — Тетяна Омелянівна Пономаренко (Перевай; 1907—2000), колгоспниця.
Рано втратила батька — помер від серцевої недостатності 1939 року.
Після закінчення Корсунівської школи — з 1950—1954 — слухач Лохвицького педагогічного училища (тепер — Кременчуцьке педагогічне училище).
1954—1956 — працює вихователем у Новосанжарському дитячому будинку (с.Нові Санжари, Полтавська обл.)
1956—1957 — вихователь Пасківського дитячого будинку в с.Пасківка, Полтавського району.
1957—1962 — навчання у Полтавському державному педагогічному інституті на історико-філологічному факультеті. Отримала спеціальність — учитель української мови та літератури і історії середньої школи.
1962—1966 — спочатку вихователь, а потім учитель української мови і літератури Полтавської школи-інтернату № 2.
1966—1999 — асистент, старший викладач, доцент (1975) кафедри української мови Полтавського педагогічного інституту.
15 травня 1973 року захистила в Інституті мовознавства ім. О. О. Потебні кандидатську дисертацію на тему «Синтаксична однорідність в українській мові».
1975—1996 — декан філологічного факультету (до 1989 року), а потім декан факультету української філології Полтавського педагогічного інституту.
Із липня 1999 року Ольга Дмитрівна перебувала на заслуженому відпочинку.
Померла після тривалої боротьби з недугою 21 квітня 2022 року.

## Науково-педагогічний доробок
За 33 роки роботи в ПДПІ ім. В. Г. Короленка проявила себе як талановитий педагог, науковець, здібний організатор навчально-виховного процесу з підготовки учительських кадрів. Лекції, практичні заняття з української мови проводила творчо, з професійним знанням предмету.
Опубліковано 66 наукових робіт.
За 21 рік роботи на посаді декана факультету підготовлено 3953 вчителів української мови і літератури, російської мови і літератури для загальноосвітніх шкіл.
На філологічному факультеті під орудою О. Д. Бондаревської протягом 10 років проводилася успішна підготовка кадрів учителів для Казахстану та Узбекистану.

## Відзнаки
- Орден Знак Пошани — 10.08.1978, № 1284539
- Відмінник народної освіти Казахської РСР — 30.05.1980, № 34196
- нагрудний знак «За відмінні успіхи в галузі вищої освіти СРСР» (1983)
- Медаль «Ветеран праці» — 27.12.1983
- Відмінник народної освіти УРСР — 01.09.1984, № 102334
- Почесна грамота Президії Верховної Ради УРСР — 02.09.1985, № 19899

### Коло Персон
| - Балагура Тетяна Іванівна - Грищенко Арнольд Панасович - Гулак Юрій Костянтинович - Дудик Петро Семенович - Жовтобрюх Михайло Андрійович | - Жученко Володимир Семенович - Загайко Петро Кузьмич - Зязюн Іван Андрійович - Каришин Андрій Потапович - Нестуля Олексій Олексійович | - Півторак Григорій Петрович - Руденко Олександр Пантелеймонович - Семиволос Михайло Васильович - Сидоров Василь Іванович - Степаненко Микола Іванович |